# Kerem Aktürkoğlu
Muhammad Kerem Aktürkoğlu (sinh ngày 21 tháng 10 năm 1998) là một cầu thủ bóng đá chuyên nghiệp người Thổ Nhĩ Kỳ hiện đang thi đấu ở vị trí tiền vệ cánh trái cho câu lạc bộ Benfica tại Primeira Liga và Đội tuyển bóng đá quốc gia Thổ Nhĩ Kỳ.

## Sự nghiệp câu lạc bộ

### Khởi đầu sự nghiệp
Aktürkoğlu bắt đầu sự nghiệp của mình tại học viện trẻ của Istanbul Başakşehir. Anh được cho mượn tại câu lạc bộ Bodrumspor trong mùa giải 2016–17. Sau đó, anh đã trải qua nhiều mùa giải khác nhau ở Giải hạng ba Thổ Nhĩ Kỳ nghiệp dư, bao gồm cả mùa giải 2019–20 đột phá trong màu áo 24 Erzincanspor với 20 bàn thắng sau 34 trận.

### Galatasaray
Aktürkoğlu gia nhập Galatasaray vào ngày 2 tháng 9 năm 2020. Anh chơi trận ra mắt cho Galatasaray trong trận hòa 1–1 với Kayserispor tại Süper Lig vào ngày 23 tháng 11 năm 2020.
Vào ngày 16 tháng 8 năm 2021, Aktürkoğlu dính vào một cuộc ẩu đả với đồng đội Marcão trong trận đấu gặp Giresunspor.
Vào mùa giải 2022–23, Aktürkoğlu ăn mừng chức vô địch Süper Lig cùng với Galatasaray sau khi Galatasaray đánh bại Ankaragücü 4–1 trên sân khách trong ngày thi đấu thứ 36 vào ngày 30 tháng 5 năm 2023. Galatasaray đã bảo toàn vị trí dẫn đầu hai tuần trước khi giải đấu kết thúc và giành chức vô địch lần thứ 38 trong lịch sử câu lạc bộ.
Sau khi Wilfried Zaha gia nhập Galatasaray vào tháng 7 năm 2023, Aktürkoğlu đã mất vị trí tiền vệ cánh trái ưa thích của mình vào tay Zaha và huấn luyện viên Ohan Buruk bắt đầu bố trí anh chơi sau tiền đạo Mauro Icardi. Tuy nhiên, màn trình diễn của Kerem bị ảnh hưởng gián tiếp khi anh chơi ở vị trí đó.
Vào ngày 8 tháng 8 năm 2023, Aktürkoğlu ghi bàn thắng đầu tiên trong mùa giải trong chiến thắng 0–3 trên sân khách trước Olimpija ở trận đấu vòng loại UEFA Champions League. Aktürkoğlu ghi hai bàn thắng và lập một pha kiến tạo trong chiến thắng 4–2 trên sân nhà trước Samsunspor vào ngày 16 tháng 9 năm 2023.  Anh đã ghi được  tổng cộng 4 bàn thắng và lập tổng cộng 5 pha kiến tạo trong 10 trận đấu chính thức đầu tiên của mình trong mùa giải 2023–24. Vào ngày 3 tháng 10, anh ghi bàn thắng đầu tiên tại UEFA Champions League trong chiến thắng 3–2 trên sân khách trước Manchester United tại Old Trafford khi ghi bàn gỡ hòa 2–2 cho Galatasaray. Trong trận đấu trên sân nhà gặp Manchester United trên sân nhà vào ngày 29 tháng 11, anh vào sân thay người và ghi một bàn thắng để đảm bảo trận hòa 3–3 trên sân nhà cho đội. Bàn thắng đó đã được đề cử và sau đó được vinh danh là Bàn thắng đẹp mắt nhất tuần của vòng đấu thứ 5 của UEFA Champions League.

### Benfica
Vào ngày 3 tháng 9 năm 2024, Aktürkoğlu gia nhập Benfica theo hợp đồng có thời hạn 5 năm với mức phí được báo cáo là 12 triệu euro. Câu lạc bộ cũ của anh, Galatasaray, cũng nhận được 10% tiền chuyển nhượng trong tương lai và điều khoản giải phóng được ấn định ở mức 60 triệu euro.

## Sự nghiệp quốc tế
Aktürkoğlu từng là cầu thủ trẻ của Thổ Nhĩ Kỳ khi từng thi đấu trong màu áo đội U-18 và đội U-19 Thổ Nhĩ Kỳ từ năm 2015 cho đến năm 2017.
Aktürkoğlu ra mắt đội tuyển quốc gia Thổ Nhĩ Kỳ trong trận giao hữu với Azerbaijan vào ngày 27 tháng 5 năm 2021.
Vào ngày 7 tháng 6 năm 2024, anh được điền tên vào đội hình 26 người của Thổ Nhĩ Kỳ tham dự UEFA Euro 2024. Vào ngày 18 tháng 6, anh ghi bàn thắng thứ ba cho Thổ Nhĩ Kỳ trong chiến thắng 3–1 trước Gruzia trong trận mở màn của Thổ Nhĩ Kỳ tại giải đấu châu Âu.
Vào ngày 9 tháng 9 năm 2024, Aktürkoğlu lập hat-trick quốc tế đầu tiên vào lưới Iceland để giúp Thổ Nhĩ Kỳ đem lại chiến thắng với tỷ số 3–1 tại UEFA Nations League.

## Bên ngoài sân cỏ
Khi Aktürkoğlu mới chỉ mười tháng tuổi, anh đã mất tích trong đống đổ nát do trận động đất İzmit năm 1999 gây ra. Anh được ông nội tìm thấy trong đống đổ nát trong tình trạng còn sống sót và khỏe mạnh.
Vào ngày 29 tháng 11 năm 2023, sau khi ghi bàn vào lưới Manchester United tại UEFA Champions League, Aktürkoğlu đã dành tặng bàn thắng của mình trong trận đó cho trẻ em Palestine, những nạn nhân trong cuộc xung đột Gaza-Israel. Sau trận đấu, anh tiếp tục đăng trên X (trước đây được gọi là Twitter): "Các em (trẻ em Palestine) luôn ở trong trái tim chúng tôi. Chúng tôi không quên các em, chúng tôi sẽ không bao giờ quên các em."
Aktürkoğlu là người Hồi giáo và đã từng thực hiện cuộc hành hương Umrah.

## Thống kê sự nghiệp

### Câu lạc bộ
Tính đến 3 tháng 9 năm 2024
| Câu lạc bộ             | Mùa giải            | Giải vô địch        | Giải vô địch | Giải vô địch | Cúp quốc gia | Cúp quốc gia | Cúp Liên đoàn | Cúp Liên đoàn | Châu lục | Châu lục | Khác | Khác | Tổng cộng | Tổng cộng |
| Câu lạc bộ             | Mùa giải            | Hạng đấu            | Trận         | Bàn          | Trận         | Bàn          | Trận          | Bàn           | Trận     | Bàn      | Trận | Bàn  | Trận      | Bàn       |
| ---------------------- | ------------------- | ------------------- | ------------ | ------------ | ------------ | ------------ | ------------- | ------------- | -------- | -------- | ---- | ---- | --------- | --------- |
| Bodrumspor (mượn)      | 2016–17             | TFF Third League    | 27           | 4            | 1            | 0            | —             | —             | —        | —        | —    | —    | 28        | 4         |
| Karacabey Belediyespor | 2018–19             | TFF Third League    | 34           | 3            | 1            | 0            | —             | —             | —        | —        | —    | —    | 35        | 3         |
| 24 Erzincanspor        | 2019–20             | TFF Third League    | 30           | 20           | 4            | 0            | —             | —             | —        | —        | —    | —    | 34        | 20        |
| Galatasaray            | 2020–21             | Süper Lig           | 27           | 6            | 2            | 0            | —             | —             | 0        | 0        | —    | —    | 29        | 6         |
| Galatasaray            | 2021–22             | Süper Lig           | 37           | 10           | 1            | 0            | —             | —             | 14       | 3        | —    | —    | 52        | 13        |
| Galatasaray            | 2022–23             | Süper Lig           | 34           | 9            | 4            | 1            | —             | —             | —        | —        | —    | —    | 38        | 10        |
| Galatasaray            | 2023–24             | Süper Lig           | 37           | 12           | 2            | 0            | —             | —             | 14       | 3        | 1    | 0    | 54        | 15        |
| Galatasaray            | 2024–25             | Süper Lig           | 3            | 2            | 0            | 0            | —             | —             | 2        | 0        | 1    | 0    | 6         | 2         |
| Galatasaray            | Tổng cộng           | Tổng cộng           | 138          | 39           | 9            | 1            | —             | —             | 30       | 6        | 2    | 0    | 179       | 46        |
| Benfica                | 2024–25             | Primeira Liga       | 0            | 0            | 0            | 0            | 0             | 0             | 0        | 0        | —    | —    | 0         | 0         |
| Tổng cộng sự nghiệp    | Tổng cộng sự nghiệp | Tổng cộng sự nghiệp | 229          | 66           | 15           | 1            | 0             | 0             | 30       | 6        | 2    | 0    | 276       | 73        |

1. ↑  Bao gồm Cúp bóng đá Thổ Nhĩ Kỳ và Taça de Portugal
2. ↑  Ra sân tại Taça da Liga
3. ↑  Ra sân hai lần tại UEFA Champions League, ra sân 12 lần và ghi ba bàn tại UEFA Europa League
4. ↑  Ra sân 12 lần và ghi ba bàn tại UEFA Champions League, ra sân hai lần tại UEFA Europa League
5. 1 2  Ra sân tại Siêu cúp bóng đá Thổ Nhĩ Kỳ
6. ↑  Ra sân tại UEFA Champions League

### Quốc tế
Tính đến 9 tháng 9 năm 2024
| Đội tuyển quốc gia | Năm       | Trận | Bàn |
| ------------------ | --------- | ---- | --- |
| Thổ Nhĩ Kỳ         | 2021      | 8    | 3   |
| Thổ Nhĩ Kỳ         | 2022      | 9    | 0   |
| Thổ Nhĩ Kỳ         | 2023      | 9    | 2   |
| Thổ Nhĩ Kỳ         | 2024      | 10   | 4   |
| Tổng cộng          | Tổng cộng | 36   | 9   |

Tỷ số và kết quả liệt kê bàn thắng của Thổ Nhĩ Kỳ trước, cột tỷ số cho biết tỷ số sau mỗi bàn thắng của Aktürkoğlu.
| # | Ngày                 | Địa điểm                                                  | Trận | Đối thủ    | Tỷ số | Kết quả | Giải đấu                                 |
| - | -------------------- | --------------------------------------------------------- | ---- | ---------- | ----- | ------- | ---------------------------------------- |
| 1 | 8 tháng 10 năm 2021  | Sân vận động Şükrü Saracoğlu, Istanbul, Thổ Nhĩ Kỳ        | 5    | Na Uy      | 1–0   | 1–1     | Vòng loại FIFA World Cup 2022            |
| 2 | 13 tháng 11 năm 2021 | Sân vận động Başakşehir Fatih Terim, Istanbul, Thổ Nhĩ Kỳ | 7    | Gibraltar  | 1–0   | 6–0     | Vòng loại FIFA World Cup 2022            |
| 3 | 16 tháng 11 năm 2021 | Sân vận động Thành phố Podgorica, Podgorica, Montenegro   | 8    | Montenegro | 1–1   | 2–1     | Vòng loại FIFA World Cup 2022            |
| 4 | 25 tháng 3 năm 2023  | Sân vận động Cộng hòa Vazgen Sargsyan, Yerevan, Armenia   | 18   | Armenia    | 2–1   | 2–1     | Vòng loại UEFA Euro 2024                 |
| 5 | 15 tháng 10 năm 2023 | Sân vận động đô thị Konya, Konya, Thổ Nhĩ Kỳ              | 24   | Latvia     | 3–0   | 4–0     | Vòng loại UEFA Euro 2024                 |
| 6 | 18 tháng 6 năm 2024  | Westfalenstadion, Dortmund, Đức                           | 30   | Gruzia     | 3–1   | 3–1     | UEFA Euro 2024                           |
| 7 | 9 tháng 9 năm 2024   | Sân vận động Gürsel Aksel, İzmir, Thổ Nhĩ Kỳ              | 36   | Iceland    | 1–0   | 3–1     | UEFA Nations League 2024–25 (hạng đấu B) |
| 8 | 9 tháng 9 năm 2024   | Sân vận động Gürsel Aksel, İzmir, Thổ Nhĩ Kỳ              | 36   | Iceland    | 2–1   | 3–1     | UEFA Nations League 2024–25 (hạng đấu B) |
| 9 | 9 tháng 9 năm 2024   | Sân vận động Gürsel Aksel, İzmir, Thổ Nhĩ Kỳ              | 36   | Iceland    | 3–1   | 3–1     | UEFA Nations League 2024–25 (hạng đấu B) |

## Danh hiệu
Galatasaray
- Süper Lig: 2022–23,[24] 2023–24[25]
- Siêu cúp bóng đá Thổ Nhĩ Kỳ: 2023[26]